# Cosa-Mare, Bolgrad
Cosa-Mare (în bulgară Коса, transliterat: Kosa, în ucraineană Коса, transliterat: Kosa) este un sat în comuna Cișmeaua-Văruită din raionul Bolgrad, regiunea Odesa, Ucraina. Are 242 locuitori, preponderent ruși.
Satul este situat la o altitudine de 12 metri, pe malul estic al Lacului Ialpug, în partea de sud-vest a raionului Bolgrad. El se află la o distanță de 27 km sud de centrul raional Bolgrad. Prin această localitate trece drumul național Bolgrad-Ismail.

## Istoric
Pentru a-și consolida stăpânirea asupra Basarabiei, încă de la începuturile ocupației militare a acestui teritoriu în timpul războiului ruso-turc din 1806-1812, autoritățile țariste ruse au sprijinit stabilirea în sudul Basarabiei a familiilor de imigranți bulgari, găgăuzi și ruși, aceștia primind terenuri. Satul Cosa-Mare a fost fondat în anul 180t de către coloniști ruși, denumirea sa provenind de la cuvântul rusesc "Коса" (în traducere scuipat). 
Prin Tratatul de pace de la București, semnat pe 16/28 mai 1812, între Imperiul Rus și Imperiul Otoman, la încheierea războiului ruso-turc din 1806 – 1812, Rusia a ocupat teritoriul de est al Moldovei dintre Prut și Nistru, pe care l-a alăturat Ținutului Hotin și Basarabiei/Bugeacului luate de la turci, denumind ansamblul Basarabia (în 1813) și transformându-l într-o gubernie împărțită în zece ținuturi (Hotin, Soroca, Bălți, Orhei, Lăpușna, Tighina, Cahul, Bolgrad, Chilia și Cetatea Albă, capitala guberniei fiind stabilită la Chișinău). 
În urma Tratatului de la Paris din 1856, care încheia Războiul Crimeii (1853-1856), Rusia a retrocedat Moldovei o fâșie de pământ din sud-vestul Basarabiei (cunoscută sub denumirea de Cahul, Bolgrad și Ismail). În urma acestei pierderi teritoriale, Rusia nu a mai avut acces la gurile Dunării. În urma Unirii Moldovei cu Țara Românească din 1859, acest teritoriu a intrat în componența noului stat România (numit până în 1866 "Principatele Unite ale Valahiei și Moldovei"). În urma Tratatului de pace de la Berlin din 1878, România a fost constrânsă să cedeze Rusiei acest teritoriu.
După Unirea Basarabiei cu România la 27 martie 1918, satul Cosa-Mare a făcut parte din componența României, în Plasa Bolgrad a județului Ismail. Pe atunci, majoritatea populației era formată din ruși, existând și comunități mici de români și de bulgari. La recensământul din 1930, s-a constatat că din cei 390 locuitori din sat, 380 erau ruși (97,44%), 7 români (1,794%) și 3 bulgari (0,81%).  Aceleași valori se păstraseră și în 1940.
Ca urmare a Pactului Ribbentrop-Molotov (1939), Basarabia, Bucovina de Nord și Ținutul Herța au fost anexate de către URSS la 28 iunie 1940. După ce Basarabia a fost ocupată de sovietici, Stalin a dezmembrat-o în trei părți. Astfel, la 2 august 1940, a fost înființată RSS Moldovenească, iar părțile de sud (județele românești Cetatea Albă și Ismail) și de nord (județul Hotin) ale Basarabiei, precum și nordul Bucovinei și Ținutul Herța au fost alipite RSS Ucrainene. La 7 august 1940, a fost creată regiunea Ismail, formată din teritoriile aflate în sudul Basarabiei și care au fost alipite RSS Ucrainene .
În perioada 1941-1944, toate teritoriile anexate anterior de URSS au reintrat în componența României. Apoi, cele trei teritorii au fost reocupate de către URSS în anul 1944 și integrate în componența RSS Ucrainene, conform organizării teritoriale făcute de Stalin după anexarea din 1940, când Basarabia a fost ruptă în trei părți. În anul 1954, Regiunea Ismail a fost desființată, iar localitățile componente au fost incluse în Regiunea Odesa.
Începând din anul 1991, satul Cosa-Mare face parte din raionul Bolgrad al regiunii Odesa din cadrul Ucrainei independente. În prezent, satul are 242 locuitori, preponderent ruși.

## Economie
Locuitorii satului Cosa-Mare se ocupă în principal cu pescuitul și piscicultura. 

## Demografie
Componența lingvistică a localității Cosa-Mare
     Rusă (92,56%)
     Ucraineană (2,48%)
     Română (2,48%)
     Alte limbi (1,66%)
Conform recensământului din 2001, majoritatea populației localității Cosa-Mare era vorbitoare de rusă (92,56%), existând în minoritate și vorbitori de ucraineană (2,48%) și română (2,48%).
1930: 390 (recensământ) 
2001: 242 (recensământ)